# 五岭龙胆
五岭龙胆（学名：Gentiana davidii）为龙胆科龙胆属的植物，为中国的特有植物。分布于中国大陆的浙江、福建、江西、广西、湖南、广东、安徽等地，生长于海拔350米至2,500米的地区，多生长于山坡草丛、山坡路旁、林缘以及林下，目前尚未由人工引种栽培。
台灣龍膽為其變種。